# Rhodolaena
Rhodolaena es un género de árboles de la familia Sarcolaenaceae.  El género tiene siete especies nativas de  Madagascar.

## Especies
- Rhodolaena acutifolia Baker
- Rhodolaena altivola Thouars
- Rhodolaena bakeriana Baill.
- Rhodolaena coriacea G.E.Schatz, Lowry & A.-E.Wolf
- Rhodolaena humblotii Baill.
- Rhodolaena leroyana G.E.Schatz, Lowry & A.-E.Wolf
- Rhodolaena macrocarpa G.E.Schatz, Lowry & A.-E.Wolf